# Echte Vipern
Die Echten Vipern (Viperinae), gelegentlich auch als Altweltottern bzw. -vipern bezeichnet, bilden eine Unterfamilie innerhalb der Vipern (Viperidae). Die etwa 80 Arten sind in Europa, Asien und Afrika verbreitet, wobei die meisten Arten im Bereich der Tropen und Subtropen leben und nur wenige auch in den gemäßigten Breiten zu finden sind. Die nördlichste Art ist die Kreuzotter (Vipera berus), deren Verbreitungsgebiet in Skandinavien bis über den Nördlichen Polarkreis reicht. Alle Arten dieses Taxons sind giftig. Im Gegensatz zu den ebenfalls zu den Vipern gehörenden Grubenottern (Crotalinae) besitzen sie kein Grubenorgan zur Wahrnehmung von Wärmestrahlung.

## Merkmale
Die Echten Vipern umfassen Schlangenarten mit Körperlängen von etwa 20 Zentimeter wie der Zwergpuffotter (Bitis peringueyi) bis hin zu über 2 Metern wie bei der Gabunviper (Bitis gabonica). Der Körper ist meist gedrungen und besitzt einen deutlich vom Körper abgesetzten, dreieckigen Kopf. Die Kopfoberseite ist im Gegensatz zu den Nattern und Giftnattern sowie einigen Viperngruppen wie der Fea-Viper (Azemiops feae) oder den zu den Grubenottern zählenden Zwergklapperschlangen (Sistrurus) bei allen Arten von kleinen Schuppen besetzt.
Echte Vipern sind wie alle Vipern Giftschlangen. Sie verfügen über einen entsprechenden Giftapparat mit großen Giftdrüsen hinter den Augen, die über einen Giftkanal mit den meistens großen Giftzähnen im vorderen Oberkiefer verbunden sind. Bei den Zähnen handelt es sich um so genannte Röhrengiftzähne oder solenoglyphe Zähne, das bedeutet, dass sie über einen vollständig geschlossenen Giftkanal im Zahn verfügen. Sie sind von einer bindegewebigen Zahnscheide umgeben, die sich beim Öffnen des Maules zurückzieht und die ausgeklappten Zähne freigibt.

## Lebensweise
Die meisten Arten sind an das Leben am Boden angepasst, ausgesprochene Baumbewohner sind nur die Arten der Buschvipern (Atheris), die in den Wäldern Afrikas leben. Diese sind mit einem Greifschwanz ausgestattet und dadurch sehr gute Kletterer. Die terrestrisch lebenden Arten sind in allen Formen des Untergrunds zu finden und meistens sehr speziell darauf angepasst. So gibt es reine Wüstenarten wie die Zwergpuffotter (Bitis peringueyi) oder die Afrikanischen Hornvipern (Cerastes), die sich seitenwindend auf dem Wüstensand fortbewegen können, oder auch grabende Arten wie die Uzungwe-Viper (Adenorhinos barbouri).
Echte Vipern sind meisten tag- oder dämmerungsaktiv. Dabei sind vor allem die europäischen Arten der gemäßigten bis gemäßigt-warmen Zone fast ausschließlich tagsüber anzutreffen, während Arten des tropischen Afrika häufiger in der Dämmerung oder nachts aktiv sind. Durch die klimatischen Verhältnisse kommt es zudem bei mittel- bis nordeuropäischen sowie asiatischen Arten zu Ruhephasen während des Winters, während diese bei Arten aus Afrika und dem südlichen Asien nicht anzutreffen sind. Die Aktivitätsphasen sind allerdings auch bei vielen europäischen Arten weniger arttypisch, sondern können zwischen Populationen in unterschiedlichen Lebensräumen variieren.
Die meisten Vipern ernähren sich von Kleinsäugern, denen sie aktiv nachstellen und die sie mit einem Biss töten. Wenige Arten wie etwa die Kykladen-Viper (Macrovipera schweitzeri) und einzelne Populationen vieler anderer Arten sind auf die Jagd auf Vögel spezialisiert. Besonders große Arten wie die Gabunviper (Bitis gabonica) erbeuten auch Stachelschweine, kleine Affen, Fledertiere oder Kleinstböckchen. Demgegenüber ernähren sich viele kleine Arten teilweise oder fast vollständig von Arthropoden und anderen Kleintieren, darunter etwa die Wiesenotter (Vipera ursinii) oder die bereits erwähnte Uzungwe-Viper.
Mit Ausnahme weniger Arten sind die Echten Vipern lebendgebärend, zu den eierlegenden Arten gehören Großvipern (Macrovipera), die Uzungwe-Viper und die Persische Trughornviper (Pseudocerastes persicus).

## Verbreitung und Lebensraum
Die Vertreter der Echten Vipern leben in weiten Teilen Afrikas ohne Madagaskar, Asiens inklusive der Südostasiatischen Inselwelt und Europas. In Amerika und Australien sind keine Arten dieser Gruppe zu finden. Der evolutionäre Ursprung der Echten Vipern liegt wahrscheinlich in Afrika, von dort haben sie sich über ihren gesamten heutigen Verbreitungsraum verteilt.
Unter den Echten Vipern gibt es insbesondere in Eurasien einige Arten mit einem sehr großen Verbreitungsgebiet, darunter beispielsweise die Kettenviper (Daboia russelii) oder die Levanteotter (Macrovipera lebetina), andere Arten sind nur auf begrenzte Gebiete wie Gebirgszüge oder Inseln eingeschränkt wie etwa die Ostafrikanische Bergotter (Montatheris hindii) oder die Kykladenviper (Macrovipera schweizeri). Die meisten Arten leben in tropischen und subtropischen Gebieten, nur wenige erreichen gemäßigte Breitengrade und ausschließlich die Kreuzotter (Vipera berus) ist bis zum nördlichen Polarkreis verbreitet.

## Systematik
Die Echten Vipern umfassen traditionell alle Vipern, die nicht über ein Grubenorgan verfügen. Durch Untersuchungen der Morphologie, insbesondere der Schädel- und der Genitalmorphologie, sowie durch molekularbiologische Untersuchungen wurden die Krötenvipern (Causinae) sowie die Fea-Viper (Azemiops feae) als ursprünglichste Vertreter der Gruppe als eigene Taxa erkannt und werden heute nicht mehr den Echten Vipern zugeordnet. Die Monophylie der verbleibenden Arten, also ihre gemeinsame Abstammung von einer nur ihnen gemeinsamen Stammart, wird durch diese Untersuchungen mittlerweile als gesichert angesehen.
Innerhalb der Echten Vipern werden etwa 80 Arten in zwölf Gattungen unterschieden. Dabei gehören die meisten Arten den Echten Ottern (Vipera) an, andere enthalten nur eine Art wie Montatheris und Proatheris und sind entsprechend monotypisch. Besonders innerhalb der Echten Ottern wurden in der nahen Vergangenheit mehrere Revisionen vorgenommen, aus denen neue Gattungen wie die Großvipern (Macrovipera) und die Orientalischen Ottern (Daboia) hervorgingen, eine Reihe weiterer Revisionen wurden vorgeschlagen.
- Buschvipern (Atheris)
- Puffottern (Bitis)
- Afrikanische Hornvipern (Cerastes)
- Orientalische Ottern (Daboia)
- Sandrasselottern (Echis)
- MacMahon-Vipern (Eristicophis)
- Großvipern (Macrovipera)
- Montatheris
- Bergottern (Montivipera)
- Afrikanische Sumpfvipern (Proatheris)
- Trughornvipern (Pseudocerastes)
  - Fields Trughornviper (Pseudocerastes fieldi)
  - Persische Trughornviper (Pseudocerastes persicus)
  - Spinnenschwanzviper (Pseudocerastes urarachnoides)
- Echte Ottern (Vipera)

## Schlangengift

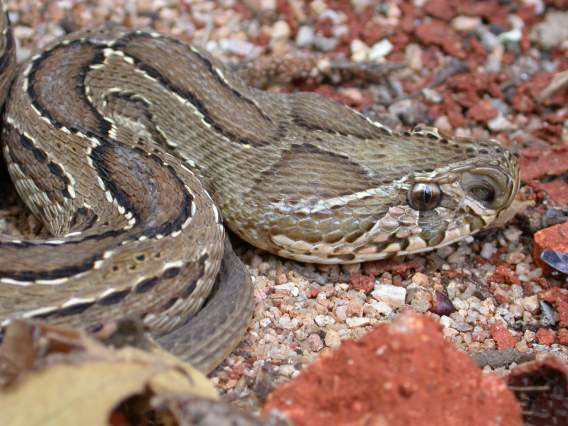
Kettenviper (Daboia russelli)

Die meisten Viperngifte sind vor allem hämotoxisch und/oder zytotoxisch wirksam. Sie beeinflussen Blut, Blutgefäße und Gewebe, beispielsweise durch verschiedene Proteasen. Die Toxine können zu Gewebezerstörungen (Nekrosen), inneren Blutungen, lokalen Schmerzen und Schwellungen führen. Häufig sind Proteine enthalten, die die Hämostase (Blutgerinnung) durch unterschiedliche Mechanismen unterdrücken und, zum Teil gemeinsam mit den gewebezerstörenden Anteilen, innere Blutungen verursachen. Blutungen treten dabei unter der Haut, in Nasen- und Mundhöhle sowie in Darm und Gehirn der Beutetiere auf. Einige Arten produzieren zudem neurotoxische Bestandteile, die auf das Nervensystem des Opfers wirken und Lähmungen hervorrufen.

### Zitierte Quellen
Die Informationen dieses Artikels entstammen zum größten Teil den unter Literatur angegebenen Quellen, darüber hinaus werden folgende Quellen zitiert:
1. ↑  Herrmann, H.-W., U. Joger & G. Nilson (1992): Phylogeny and systematics of viperine snakes. III: resurrection of the genus Macrovipera (Reuss, 1927) as suggested by biochemical evidence. Amphibia-Reptilia, 13: 375-392
2. ↑  Lenk, P., S. Kalayabina, M. Wink & U. Joger (2001): Evolutionary relationships among the true vipers (Reptilia: Viperidae) inferred from mitochondrial DNA sequences. Molecular Phylogenetics and Evolution 19: 94-104. (Volltext-PDF)